# Aprenentatge memorístic

Un programa de targetes flash (Anki)

L'aprenentatge memorístic és una tècnica de memorització que es fonamenta en la repetició, partint de la premissa que com més es repeteix un material, més ràpida és la seva recuperació. Algunes de les alternatives a l'aprenentatge memorístic inclouen l'aprenentatge significatiu, l'aprenentatge associatiu, la repetició espaiada i l'aprenentatge actiu.

## Contra pensament crític
L'aprenentatge memorístic s'utilitza àmpliament en el domini dels coneixements bàsics. Exemples de temes escolars on s'utilitza freqüentment l'aprenentatge memorístic inclouen la fonètica en la lectura, la taula periòdica en química, les taules de multiplicar en matemàtiques, anatomia en medicina, casos o estatuts legals, fórmules bàsiques en qualsevol ciència, etc. Per definició, l'aprenentatge memorístic defuig. comprensió, de manera que per si mateixa és una eina ineficaç per dominar qualsevol assignatura complexa a un nivell avançat. Per exemple, un cas típic d'aprenentatge memorístic és la preparació intensiva per a exàmens, una tècnica sovint anomenada col·loquialment "empollar".

L'aprenentatge memorístic sovint és criticat amb termes despectius com moda de lloro, regurgitació, embotiment o atracament, ja que pot donar la falsa impressió que algú ha entès el que ha après quan només ho ha memoritzat. Molts estàndards educatius moderns el desaconsellen, promovent en canvi la comprensió profunda. Per exemple, els estàndards de ciència i matemàtiques als Estats Units destaquen la importància d'entendre els conceptes per sobre de la simple memorització de fets, que es considera menys rellevant. El Consell Nacional de Professors de Matemàtiques va declarar:
Més que mai, les matemàtiques han d'incloure el domini dels conceptes en lloc de la mera memorització i el seguiment de procediments. Més que mai, les matemàtiques escolars han d'incloure una comprensió de com utilitzar la tecnologia per arribar de manera significativa a solucions als problemes en lloc d'una atenció infinita al tedi computacional cada cop més obsolet.
No obstant això, els defensors de l'educació tradicional han criticat els nous estàndards nord-americans perquè menyspreen l'aprenentatge de fets bàsics i l'aritmètica elemental, i substitueixen el contingut per habilitats basades en processos. En matemàtiques i ciències, sovint s'utilitzen mètodes de memòria, per exemple per memoritzar fórmules. Hi ha una major comprensió si els estudiants recorden una fórmula mitjançant exercicis que utilitzen la fórmula en lloc de repetir-la de memòria. Els estàndards més nous solen recomanar que els estudiants derivin ells mateixos fórmules per aconseguir la millor comprensió. Res és més ràpid que l'aprenentatge de memòria si una fórmula s'ha d'aprendre ràpidament per a una prova imminent i els mètodes de memòria poden ser útils per recordar un fet entès. Tanmateix, els estudiants que aprenen amb comprensió són capaços de transferir els seus coneixements a tasques que requereixen la resolució de problemes amb més èxit que els que aprenen només de memòria.
D'altra banda, els que no estan d'acord amb la filosofia basada en la investigació sostenen que els estudiants primer han de desenvolupar habilitats computacionals abans de poder entendre els conceptes de les matemàtiques. Aquestes persones dirien que és millor dedicar el temps a practicar habilitats que a investigacions inventant alternatives o justificant més d'una resposta o mètode correcte. Des d'aquesta visió, estimar les respostes és insuficient i, de fet, es considera que depèn de fortes habilitats fonamentals. Es percep que l'aprenentatge de conceptes abstractes de matemàtiques depèn d'una base sòlida de coneixement de les eines de l'assignatura. Així, aquestes persones creuen que l'aprenentatge de memòria és una part important del procés d'aprenentatge.

## En informàtica
L'aprenentatge memorístic també es refereix a un patró d'aprenentatge senzill en l'aprenentatge automàtic, tot i que, a diferència del seu significat habitual, no implica repetició. En aquest cas, la màquina està programada per conservar un registre de càlculs i comparar cada nova entrada amb el seu historial d'entrades i sortides, recuperant la sortida emmagatzemada si existeix. Aquest patró requereix que la màquina es comporti com una funció pura, generant sempre la mateixa sortida per a una mateixa entrada, i es pot formalitzar de la següent manera:
f( {\displaystyle \ x_{1},x_{2},...,x_{n}} ) → ( {\displaystyle \ y_{1},y_{2},...,y_{p}} ) → emmagatzemar (( {\displaystyle \ x_{1},x_{2},...,x_{n}} ),( {\displaystyle \ y_{1},y_{2},...,y_{p}} ))
Samuel Checkers va utilitzar l'aprenentatge memorístic en un IBM 701, una fita en l'ús de la intel·ligència artificial.

## Mètodes d'aprenentatge per a l'escola
La flashcard, l'esquema i el dispositiu mnemotècnic són eines tradicionals per memoritzar el material del curs i són exemples d'aprenentatge de memòria.
- Plantilla:Annotated link